# 童話 (亞歷山大·雷巴克歌曲)
童話（英語：Fairytales (Alexander Rybak album)）是白羅斯裔挪威男歌手亞歷山大·雷巴克的歌曲。詞曲皆由亞歷山大·雷巴克創作，是首流行曲風的民間音樂，於2009年1月12日透過EMI發行單曲，收錄在雷巴克首張個人專輯《童話》當中。雷巴克以747,888的高分打破挪威一級音樂大賽紀錄成為2009年冠軍，代表挪威參與2009年在俄罗斯莫斯科舉辦的2009年歐洲歌唱大賽，雷巴克最終以387分贏得比賽冠軍。
童話獲得了極大的成功，除了獲得挪威一級音樂大賽與歐洲歌唱大賽冠軍，還獲得2009年馬塞爾·貝桑松獎「報界獎」以及「歐視愛好者總會（OGAE）」評選最喜歡的作品。隨著比賽的成功，歌曲打進多國單曲榜前十名，獲得比利時、丹麥、芬蘭、希臘、挪威、俄羅斯、瑞典等國音樂排行榜冠軍位置。在挪威，歌曲停留在世道榜上長達22周，蟬聯8周冠軍。

## 製作
童話時長3分3秒，是首主要由小提琴演奏的流行民間音樂，具有鮮明的東歐音樂風格。歌曲以d小調創作，每分鐘104拍，雷巴克在歌曲中的音域範圍為A3到D5。詞曲由雷巴克撰寫，基姆·艾華·博爾塞特（Kim Edward Bergseth）負責混音。歌詞講述了雷巴克的初戀，並以斯堪地那維亞傳說中的胡覩故事作為靈感，在傳說中，胡覩會引誘年輕男子並給予他們詛咒。

## 歐洲歌唱大賽

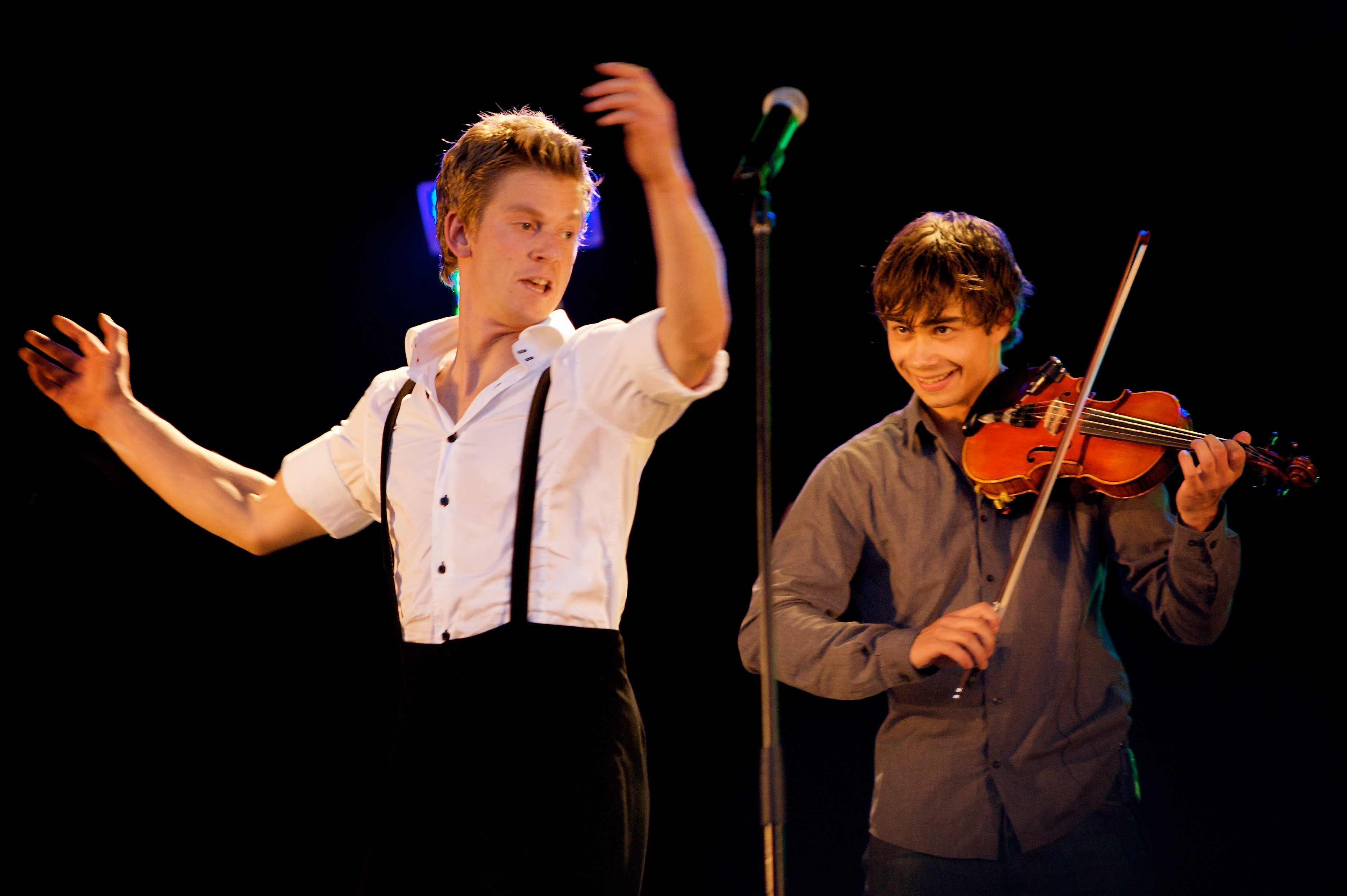
亞歷山大·雷巴克與來自Frikar Dance Company的舞者一同表演

### 國內選拔
2008年12月，挪威一級音樂大賽公布了首批參賽歌曲，並安排亞歷山大·雷巴克出賽於第三場半決賽。自歌曲發布以來，雷巴克除了收到樂評滿分評價，也受到了大眾青睞。
挪威一級音樂大賽決賽於2009年2月21日舉行。當天，雷巴克以747,888的高分打破大賽紀錄成為當屆冠軍，和亞軍差距60多萬分的成績也打破了大賽紀錄。根據統計，有近15%的挪威人口投票給雷巴克。

### 舞台演出
舞台上，亞歷山大·雷巴克與三名來自Frikar的舞者，西格比昂·路亞（Sigbjørn Rua）、托謝爾·倫德·博爾斯海姆（Torkjell Lunde Børsheim）以及哈尔格里姆·汉斯嘉一同演出，舞者們在台上跳的舞是挪威的民族舞蹈「侯靈舞」。最初，童話的表演並沒有舞者參與，但當時的挪威一級音樂大賽製作人佩爾·桑德尼斯負責比賽編排，並邀請舞蹈團體參與比賽演出。背景和聲由尤倫·豪格、卡里安妮·凱恩勒斯（Karianne Kjærnes）負責，兩位皆身穿挪威設計師蕾拉·哈芙茲（Leila Hafzi）設計的粉紅色連衣裙。

### 比賽表現
經過「半決賽分配抽籤」，童話被安排到2009年5月14日的第二場半決賽（Semi-final 2）。最後雷巴克以201分的成績獲得第二場半決賽冠軍，成功進入決賽。在決賽，雷巴克以387分獲得2009年歐洲歌唱大賽冠軍。成為繼1985年（Bobbysocks!）與1995年，第三位抱回歐洲歌唱大賽冠軍的挪威選手。
童話打破不少大賽紀錄，比賽得分387分超越妖怪樂團於2006年獲得的292分，成為歐洲歌唱大賽最高得分歌曲，在2016年改變計分方式前，童話一直是比賽分數最高的冠軍歌曲。國家給分方面，童話榮獲16國的國家滿分（12分），該紀錄直到2012年被羅琳以18個國家滿分超越。

## 反響
童話廣受到評論好評。評論們稱讚雷巴克演奏小提琴的技巧，AllMusic的傑森·畢希邁爾（Jason Birchmeier）與瑞典參賽選手瑪蓮娜·恩曼覺得雷巴克的小提琴演奏讓人難以忘懷，英國廣播公司的弗雷泽·麦卡尔平（Fraser McAlpine）給予歌曲三星評價（滿分五星），麦卡尔平同樣稱讚雷巴克的小提琴演奏，但表示雷巴克的歌聲和小提琴演奏相比遜色許多。時任挪威首相稱讚雷巴克取得的驚人成就，表示：「這是場由才華橫溢年輕音樂家帶來的卓越表演」。雷巴克的出色表現讓他被人稱呼傳奇小提琴演奏家或贏得冠軍的小提琴男孩。不僅獲得挪威一比Spellemannprisen 2009年度最佳藝人，還受邀成為2009年諾貝爾和平獎音樂會的表演嘉賓。同年，YouTube將雷巴克獲勝之後演奏童話的片段列為2009年最難忘的時刻之一。

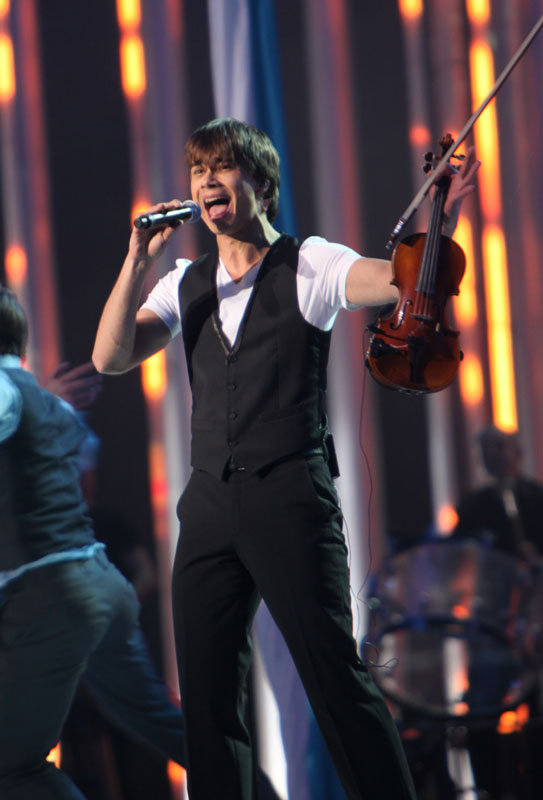
亞歷山大·雷巴克受邀成為2009年諾貝爾和平獎音樂會的表演嘉賓

由於歐洲歌唱大賽決賽適逢挪威憲法日，雷巴克獲勝的消息讓挪威舉國歡騰，並吸引大量粉絲前往機場迎接雷巴克回國。同時雷巴克的勝利也引發了國際糾紛，英國《衛報》的廣播員海蒂·史蒂芬斯（Heidi Stephens）在廣播時的糟糕發言受到挪威與瑞典媒體抨擊。
2009年馬塞爾·貝桑松獎將「報界獎」頒發給童話，歌曲與創作人亞歷山大·雷巴克被博彩網站選為十大最受歡迎傳記，而童話被「歐視愛好者總會」評選為最喜歡的作品。
童話也登上多個歐洲歌唱大賽歌曲評選。Smooth Radio評選歌曲為「歷年來最佳的15首歐洲歌唱大賽歌曲」第10名；英國媒體Metro將歌曲選為「過去10年來最受歡迎的歐洲歌唱大賽歌曲」第17名；英國《獨立報》的班·凱利（Ben Kelly）將歌曲列在「歷屆歐洲歌唱大賽冠軍歌曲排行」第38名，稱雷巴克令人印象深刻的彈奏和民俗舞蹈讓它成為歐洲電視網的難忘時刻。而在英國《衛報》的「歷屆歐洲歌唱大賽冠軍歌曲排行」中，記者亚历克西斯·佩特里蒂斯（Alexis Petridis）將其排在第36名，佩特里蒂斯表示童話完成融合民間小提琴和低音鼓的壯舉，還順便預示Oompah舞蹈和蒙福之子樂團聲線的流行。在2014年，丹麥舉辦第59屆歐洲歌唱大賽時發起了「十大歐洲歌唱歌曲」投票活動，最後童話獲得了第4名。隔年，英國廣播公司配合第60屆歐洲歌唱大賽舉辦「你最愛的40首歌（Your Favourite 40）」，在活動中童話被觀眾評選為第6名。

## 商業成績
童話是2009年歐洲最受歡迎的歌曲之一，並在商業方面獲得了巨大的成功。歌曲打進多國單曲榜前十名，除了獲得比利時、丹麥、芬蘭、希臘、挪威、俄羅斯、瑞典等國音樂排行榜冠軍，更是2009年歐洲第85名的暢銷單曲。在英國，歌曲只憑藉數位下載登上英國單曲排行榜第10名，成為20年來，自強尼·羅根冠軍歌曲抱緊我後再次有歐洲歌唱大賽冠軍歌曲進入榜單前十名。在唱片销售认证方面，童話獲得芬蘭、挪威金唱片與瑞典白金唱片認證。

## 排行和銷量認證
| 排行榜（2009—2021年）                     | 排名 |
| ----------------------------------------- | ---- |
| 奧地利（Ö3四十強單曲榜）                  | 10   |
| 比利时佛兰德（Ultratop單曲榜）            | 1    |
| 比利時瓦隆（Ultratop單曲榜）              | 4    |
| 獨立國協（Tophit電台榜）                  | 24   |
| 捷克（電台百大單曲榜）                    | 95   |
| 丹麥（丹麦四十强单曲榜）                  | 1    |
| 歐洲（《告示牌》European Hot 100）        | 3    |
| 歐洲（《告示牌》Euro Digital Song Sales） | 3    |
| 芬蘭（芬蘭官方單曲榜）                    | 1    |
| 法國（法國唱片出版業公會下載單曲榜）      | 29   |
| 德國（德國官方單曲榜）                    | 4    |
| 希臘（《告示牌》Greece Digital Songs）    | 1    |
| 希臘（國際唱片業協會希臘分會國際單曲榜）  | 44   |
| 匈牙利（四十強單曲榜）                    | 14   |
| 愛爾蘭（愛爾蘭唱片音樂協會单曲榜）        | 2    |
| 荷蘭（荷蘭四十強單曲榜）                  | 9    |
| 荷蘭（百大單曲榜）                        | 2    |
| 挪威（世道單曲榜）                        | 1    |
| 俄羅斯（Tophit電台榜）                    | 1    |
| 蘇格蘭（官方榜单公司單曲榜）              | 77   |
| 西班牙（西班牙音樂製作協會）              | 35   |
| 斯洛伐克（電台百大單曲榜）                | 34   |
| 瑞典（瑞典最熱榜）                        | 1    |
| 瑞士（瑞士热门音乐榜）                    | 3    |
| 英國（官方榜单公司單曲榜）                | 10   |
| 烏克蘭（FDR電台榜）                       | 1    |

| 排行榜（2009年）                           | 排名 |
| ------------------------------------------ | ---- |
| 比利时佛兰德（Ultratop單曲榜）             | 48   |
| 獨立國協（Tophit電台榜）                   | 57   |
| 欧洲（《告示牌》European Hot 100 Singles） | 85   |
| 德國（德國官方榜單）                       | 47   |
| 荷蘭（荷蘭百大單曲榜）                     | 85   |
| 俄羅斯（Tophit電台榜）                     | 53   |
| 瑞典（瑞典最熱榜）                         | 1    |

| 國家或地區                                                               | 認證 | 銷量     |
| ------------------------------------------------------------------------ | ---- | -------- |
| 芬蘭（國際唱片業協會芬蘭分會）                                           | 金   | 6,887*   |
| 德國（聯邦音樂產業協會）                                                 | 金   | 150,000‡ |
| 挪威（國際唱片業協會挪威分會）                                           | 金   | 5,000*   |
| 瑞典（瑞典唱片業協會）                                                   | 白金 | 20,000^  |
| 英國（英国唱片业协会）                                                   | 銀   | 200,000‡ |
| - *僅含認證的實際銷量 - ^僅含認證的出貨量 - ‡僅含認證的串流媒體+實際銷量 |      |          |

## 外部連結
- YouTube上的亞歷山大·雷巴克在決賽的演出

| 奖项与成就                           | 奖项与成就              | 奖项与成就                               |
| ------------------------------------ | ----------------------- | ---------------------------------------- |
| 前任者： · 俄羅斯 · 季马·比兰Believe | 歐洲歌唱大賽冠軍 2009年 | 繼任者： · 德国 · 萊娜·邁爾-蘭德魯特衛星 |